# Kalabhavi, Sampgaon
Kalabhavi là một làng thuộc tehsil Sampgaon, huyện Belgaum, bang Karnataka, Ấn Độ.